# 전하 (호칭)
전하(殿下, Highness)는 왕과 추기경을 높여 이르거나 부르던 말이다. 殿은 '계단 전' 자로 "계단(어전) 아래에서 뵈어야 하는 분"이라는 뜻이 담겨 있다. 제후국의 국왕이 자신을 칭할 때는 '고'나 '과인'이라 칭한다.
흔히들 황태손을 저하라고 하는데 저하는 고려와 조선에만 있던 칭호고 일본과 중국은 황태손을 전하라고 한다. 고려는 조선과 다르게 왕태손은 전하, 신하들은 영공 저하라고 한다.

## 아시아

### 한국
고려 충렬왕 때부터 조선 고종 때까지 왕에게 전하라고 했고 갑오개혁 이후와 대한제국은 폐하라고 했다.

### 일본
일본은 고대부터 군주의 칭호로 오키미(대왕)를 사용하다가, 7세기부터 천황이라 칭하면서 황태자를 '전하'라 하였다.

### 베트남
베트남에서는 중세부터 자국의 태자를 '전하'라 경칭하였다.

### 중국
중국은 고대부터 태자에게 '전하'라 하였다.

## 같이 보기
- 어라하
- 폐하
- 저하
- 족하
- 각하
- 합하
- 성하